# 雅虎台灣
雅虎台灣（Yahoo!Taiwan），為雅虎在台灣分公司的入口搜尋網站，於1999年1月成立，2001年與奇摩站合併。

## 歷史沿革
- 1998年

5月，雅虎推出雅虎中文(Yahoo!Chinese)網站
11月，台灣分公司籌備處成立，李建復出任總經理
- 1999年

1月，正式設立雅虎台灣網站
4月，美商雅虎資訊有限公司台灣分公司獲中華民國經濟部核准設立
7月，推出電子信箱服務，同時可申請「yahoo.com.tw」域名的電子郵件地址
8月，推出個人通訊錄、線上傳呼、財經及與凌網科技合作推出電視節目查詢服務
10月，推出星相命理；財經增加盤中報價及個人化服務
11月，與國眾電腦合作，電腦桌面放置雅虎台灣的電子郵件、線上傳呼、雅虎財經、個人通訊錄與雅虎首頁5個捷徑
12月，推出競標網、提供影音廣告服務
- 2000年

2月，聘任原MTV台灣頻道總經理鄒開蓮為雅虎台灣分公司總經理，原總經理李建復轉任雅虎亞洲區事業發展總監
5月，與世華銀行合作，在My Yahoo!可獲取投資理財資訊，也提供銀行的各項服務與最新消息
6月，推出聊天室、WAP服務，與和信電訊、台灣大哥大、中華電信、遠傳電信4家業者，提供WAP手機收發e-mail、新聞、財經、字典、星座與天氣等6項服務
7月，推出購物及俱樂部服務
8月，推出大哥大服務
9月，與和信超媒體合作在台灣推出聯名寬頻娛樂網站；協助921大地震災區重建，利用雅虎競標場網站來進行愛心競標
11月，雅虎台灣與奇摩站結盟
12月，推出職才庫、生活看板及音樂，與聯合線上的udnstars、MTVChinese、玫瑰唱片、中時網科、中央社、錢櫃雜誌等6家業者合作，其分別提供新片快報、排行榜、娛樂新聞等內容；與東森國際網路，簽訂合約建置聯名寬頻網站
- 2001年

1月，推出「Portal Builder」服務，將My Yahoo!服務包裝成軟體銷售，讓企業能運用該軟體建置自己的入口網站
2月，雅虎台灣與奇摩站合併營運，以人員、品牌與產品服務為三大整合要項
4月，雅虎台灣與奇摩站合併為Yahoo!奇摩，推出政治開講、影音館、音樂、電影、卡通漫畫與字典及奇摩摩登、奇摩新奇兩項服務改版